# Issus bellardi
Issus bellardi är en insektsart som beskrevs av Melichar 1906. Issus bellardi ingår i släktet Issus och familjen sköldstritar. Inga underarter finns listade i Catalogue of Life.